# 星战庆典

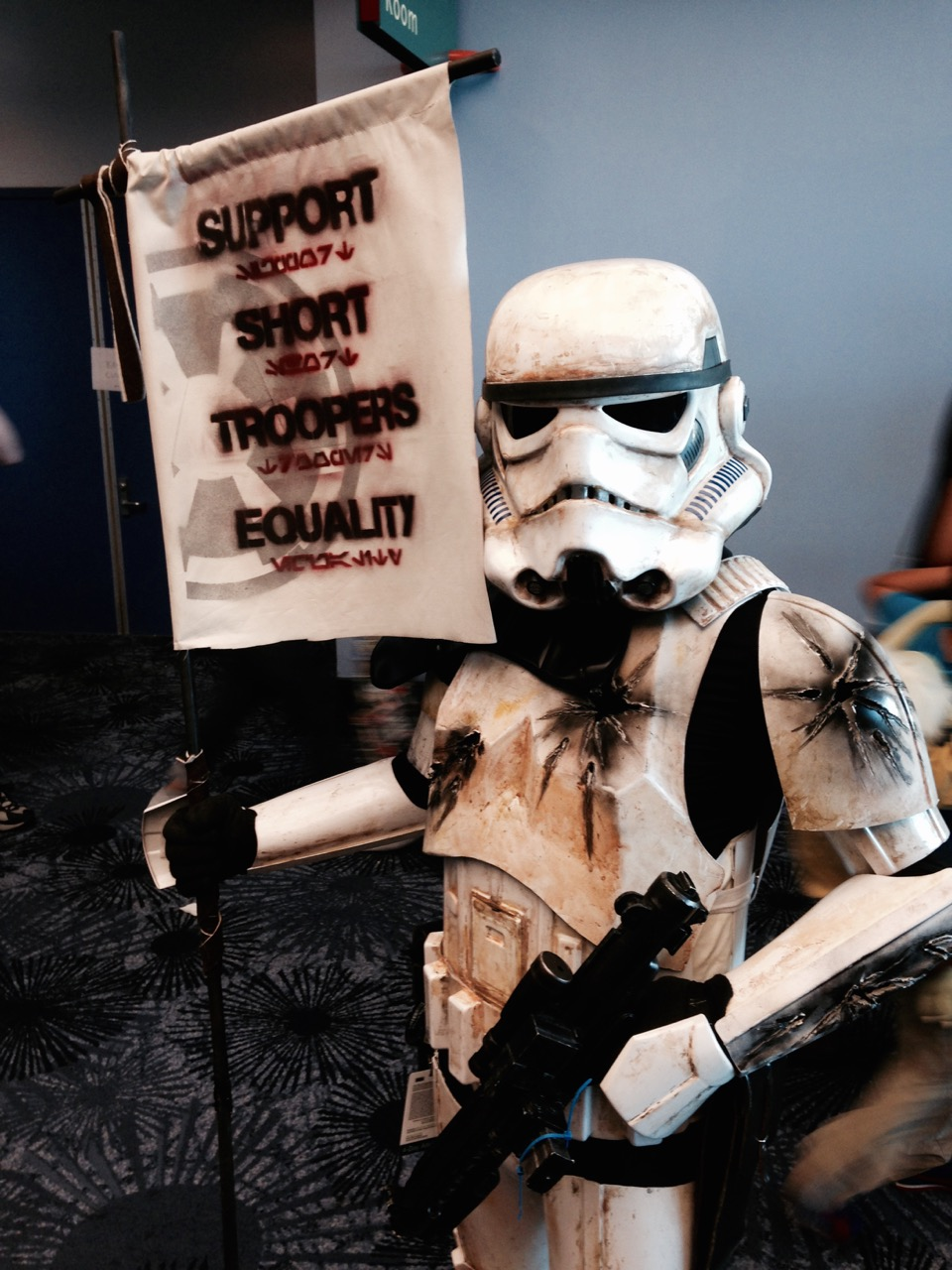
2015年星战庆典中的矮个帝国冲锋队

星战庆典是《星際大戰》系列粉丝的聚会活动。它始于1999年，当时卢卡斯影业为了庆祝即将上映的《星際大戰首部曲：威脅潛伏》在科罗拉多州丹佛市举行了星战庆典。 随后在《星際大戰二部曲：複製人全面進攻 》和《星際大戰三部曲：西斯大帝的復仇》上映之前，以及纪念星战正传三部曲诞生30周年时都举办了这一活动。 第八届星战庆典，也是第六次在美国举办的星战庆典，于2012年在奥兰多举行。

## 概览
| 名称           | 日期                  | 场地                   | 城市                       |
| -------------- | --------------------- | ---------------------- | -------------------------- |
| 第一届庆典     | 1999年4月30日至5月2日 | 洛基之翼航空航天博物馆 | 科罗拉多州丹佛市           |
| 第二届庆典     | 2002年5月3日至5日     | 印第安纳会议中心       | 印第安纳州印第安纳波利斯市 |
| 第三届庆典     | 2005年4月21日至24日   | 印第安纳会议中心       | 印第安纳州印第安纳波利斯市 |
| 第四届庆典     | 2007年5月24日至28日   | 洛杉矶会议中心         | 加利福尼亚州洛杉矶市       |
| 欧洲庆典       | 2007年7月13日至15日   | 伦敦展览中心           | 英国伦敦市                 |
| 日本庆典       | 2008年7月19日至21日   | 幕张展览馆             | 日本千叶县                 |
| 第五届庆典     | 2010年8月12日至15日   | 橘郡会议中心           | 佛罗里达州奥兰多市         |
| 第六届庆典     | 2012年8月16日至19日   | 橘郡会议中心           | 佛罗里达州奥兰多市         |
| 第二届欧洲庆典 | 2013年7月26日至28日   | 埃森展览馆             | 德国埃森市                 |
| 阿纳海姆庆典   | 2015年4月16日至19日   | 阿纳海姆会议中心       | 加利福尼亚州阿纳海姆市     |
| 第三届欧洲庆典 | 2016年7月15日至17日   | 伦敦展览中心           | 英国伦敦市                 |
| 奥兰多庆典     | 2017年4月13日至16日   | 橘郡会议中心           | 佛罗里达州奥兰多市         |
| 芝加哥庆典     | 2019年4月11日至15日   | 麥考密克廣場           | 芝加哥市                   |
| 安那翰慶典     | 2022年5月26日至29日   | 安那翰會議中心         | 加利福尼亚州阿纳海姆市     |
| 歐洲慶典       | 2023年4月7日至10日    | 伦敦展览中心           | 英国伦敦市                 |
| 日本慶典       | 2025年4月18日至20日   | 幕张展览馆             | 日本千叶县                 |

## 活动

### 第一届庆典（1999）

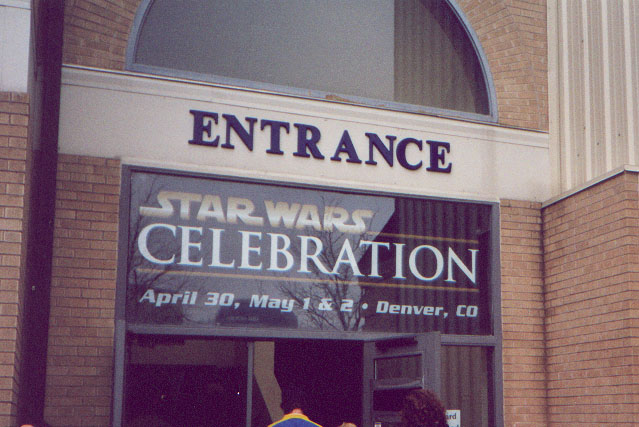
第一届星战庆典会场入口

第一届星战庆典于1999年4月30日至5月2日在科罗拉多州丹佛市的洛基之翼航空航天博物馆，就在《星際大戰首部曲：威脅潛伏》上映的三个星期之前。 这是一场“为粉丝举办，由粉丝举办”的活动，举办地点就位于星战粉丝官方俱乐部的所在地。该俱乐部的负责人是丹·麦德森，他说“（星战）粉丝俱乐部的大本营就在丹佛这儿，所以我们认为庆典活动只有在这里举办才是合适的。”
1987年曾举办过《星際大战》10周年纪念大会。第一届星战庆典举办的活动包括演员座谈会、THX标准剧院放映活动、《星战I》幕后花絮欣赏、《宿命对决》音乐录影带的全球首映。 会场内搭建了一个交易帐篷，博物馆举办了一个展览，展示了一些卢卡斯影业官方收藏着的道具，包括原尺寸大小的一艘安纳金·天行者的飞梭赛车和一驾X翼战斗机（1996年又制作了一驾3/4大小的复制品作为特别版发行，这件复制品至今仍在洛基之翼航空航天博物馆内）。

### 第二届庆典（2002）
为了庆祝即将上映的《星際大戰二部曲：複製人全面進攻》，第二届庆典于2002年5月3日至5日举行。 庆典转移到印第安纳州印第安纳波利斯举行，以使用更大的印第安纳会议中心场馆。
印第安纳波利斯市中心被大量星战粉丝占领了。 根据预售票情况主办方原本预计每天会有1.5~2万人参加，但实际人数很快就超过了这一数据，并在周六达到了顶峰。最后据估计三天活动期间共有超过7.5万人参与。 两个最热闹的地点分别是粉丝俱乐部商店和亲笔签名处，特别是在嘉莉·费雪前来亲笔签名时。庆典亮点包括里克·麦卡勒姆展览和周六晚的《星際大战》25周年纪念音乐会，音乐会由印第安纳波利斯爱乐乐团演出。

### 第三届庆典（2005）
2005年4月21日至24日，星战庆典回归印第安纳波利斯，以庆祝三部曲最后一部《星際大戰三部曲：西斯大帝的復仇》的上映。 超过3.4万名粉丝出席了持续四天的活动，第三届庆典在印第安纳会议中心举办了演员座谈会、星战服装比赛、粉丝自制电影、实景模型。 卢卡斯影业展示了许多重要的电影道具和服装。 这届庆典上最值得一提的事件是前所未有的星战之父乔治·卢卡斯的问答环节，这是他自1987年的《星際大戰》10周年紀念大会以来第一次出现在这样的场合。 这个环节持续了三個半小时，有1万名粉丝参与，卢卡斯亲自回答了几十个粉丝提出的关于前传三部曲的问题。

### 第四届庆典（2007）
2006年5月26日，StarWars.com宣布第四届星战庆典（C4）将于2007年5月24日至28日举行，纪念第一部《星球大战》电影上映30周年。 C4在洛杉矶的洛杉矶会议中心举办。 5月24日至28日，洛杉矶会议中心里汇聚了空前多的前来亲笔签名的明星和无数的参展商，举办了一场星战艺术展，陈列了一个达斯·维德的头盔和众多卢卡斯影业官方收藏品，还开展了许多面向粉丝的活动。 此外，还有收藏家和星战服装秀，还包括即将放映的《克隆人战争》动画系列剧的试映。 周日早上的粉丝们也成为第一批看到这个系列剧的花絮的幸运儿。 庆典的其他亮点包括凯利·费雪和比利·迪·威廉姆斯的访谈，塞斯·麦克法兰和塞斯·格林为《恶搞之家》和《机器鸡》的《星球大战》特别剧而进行的造访，还有一个高效运营的庆典商店。估计有3.5万人在纪念日周末参加了第四届庆典。
在这次庆典之后，卢卡斯影业以多条理由起诉了主办方GenCon，导致了GenCon的破产。

### 欧洲庆典（2007）
2006年9月25日，StarWars.com宣布星際大战欧洲庆典（CE）将于2007年7月13日至15日举行，纪念第一部《星際大战》电影上映30周年。 CE原预定在伦敦的伯爵宫举办。 但2006年11月22日，StarWars.com宣布由于欧洲庆祝大受欢迎，活动将更换到更大的伦敦展览中心 举行。 这届庆典上也展览了一些星战大型道具收藏品，大约展出了三四十台机械设备， 如今这些机械设备在美国和欧洲其他地区已经很难见到了。 大约有3万人参加了这次庆典。

### 日本庆典（2008）
2008年2月23日，卢卡斯影业和刘易斯·丹尼尔集团宣布了一场为期三天“日本庆典”，庆典将于7月19日至21日在东京附近的幕张展览馆举办。 庆典庆祝1978年6月24日《星際大战》在日本首映30周年。 日本庆典举行了现场表演，邀请了众多《星战》名人，发行了独家藏品，举办了特别展示、《星際大战》珍品展、星战服装比赛和其他活动。

### 第五届庆典（2010）
2008年，卢卡斯影业宣布将于2010年夏天在美国举办持续四天的第五届庆典。2008年7月，卢卡斯影业的内容管理总监和粉丝关系主管史蒂夫·萨斯威特宣布巴尔的摩、明尼阿波利斯、芝加哥、印第安纳波利斯、洛杉矶、阿纳海姆、奥兰多在竞争这次活动的主办权。主办方预计无论是哪个城市被选中都将有3万名星战粉丝会参加这次庆典。
2009年12月3日，励德展览和卢卡斯影业宣布奥兰多将主办这届庆典。 2010年8月12日至15日，第五届庆典在橘郡会议中心举行。这届庆典庆祝了第二部《星際大戰》电影《帝國大反擊》上映30周年，也组织了前几次庆典中的活动，例如星战名人亲临现场、星戰服装比赛和其他粉丝事件，还有一场琼·斯图尔特與喬治·盧卡斯之间的一小时特别会谈，这场会谈被称为“主活动”。 第五届庆典见证了第一届美国庆典中出现的马克·漢米爾（饰演路克·天行者）和初次在美国庆典出现的卡罗琳·布莱基斯顿（饰演蒙·莫瑟瑪）。大约有3.2万人参加了这次庆典。
卢卡斯出现在庆典会场附近的迪士尼好莱坞梦工厂，参加了恩多巡游，为第五届庆典现场的粉丝们带去了特别的欢乐。

### 第六届庆典（2012）
2011年6月2日，StarWarsCelebration.com宣布第六届庆典将于2012年8月16日至19日在奥兰多的橘郡会议中心（OCCC）举办。 庆典日期后来改到2012年8月23日至26日。 第六届庆典跟第五届很相似，在橘郡会议中心的同一个会馆中以类似的形式举办。好多星战名人再次出现在了这一庆典活动现场，包括马克·漢米尔、嘉莉·费雪和安东尼·丹尼尔斯），同时伊恩·麦克迪阿梅德也第一次参加庆典。 乔治·卢卡斯原本没计划参加，但后来又意外在庆典中现身了。 庆典上宣布了《星球大战：迂回前行》的播出计划。大约有3.5万人参加了这次庆典。

### 第二届欧洲庆典（2013）
第六届庆典将要结束时，第二届欧洲庆典宣布将于2013年7月26日至28日在德国埃森市的埃森展览馆举行，StarWarsCelebration.com也确认了这一消息。 主要活动有凯瑟琳·甘迺迪对星战庆典的开幕致辞和《星際大戰：反抗軍起義》的试映。来自40个国家的3万多人参加了这次活动。 庆典也庆祝了《星球大战》的第三部电影《星際大戰六部曲：絕地大反攻》上映30周年。

### 阿纳海姆庆典（2015）
第二届欧洲庆典闭幕式上，阿纳海姆庆典宣布将于2015年4月16日至19日在加利福尼亚州阿纳海姆市的阿纳海姆会议中心举办，并预计将有约5万名粉丝参加。
因为将于2015年12月上映的《STAR WARS：原力覺醒》的绝大多数相关信息在这次庆典之前都是保密的，本屆慶典獲得眾多粉絲期待。 整个庆典活动现场都通过www.starwars.com 和《星際大战》的YouTube频道在线免费直播。令人期待已久的第二支《STAR WARS：原力覺醒》先行预告片在2015年4月16日的开幕式上首次露面，一同现身的还有参演这部影片的许多新老演员、导演J.J.亞伯拉罕、制片人和卢卡斯影业主席凯瑟琳·甘迺迪。 庆典第二天，粉丝们又玩到了即将发行的新游戏《星際大战：戰場前線》。第三天，《星際大戰：反抗軍起義》第二季的预告片也播出了。第四天也是最后一天，粉丝们又看到了一支《侠盗一号》的特别先行预告片，这部电影将在2016年12月上映。这是三部星战外传电影的第一部，这三部也被称为独立电影或原创故事电影。

### 第三届欧洲庆典（2016）
2015年4月19日的阿纳海姆庆典闭幕式上，第三届欧洲庆典宣布将于2016年7月15日至17日在伦敦展览中心举办。“绝地大师VIP票”一下子就卖光了。 这是正传三部曲中的演员肯尼·贝克和凯丽·费雪最后一次参加的星战庆典，他们在2016年8月和12月先后逝世了。

### 奥兰多庆典（2017）
2016年7月17日的第三届欧洲庆典闭幕式上，奥兰多庆典宣布将于2017年4月13日至16日在佛罗里达州奥兰多市举办。这届庆典庆祝了《星際大戰四部曲：曙光乍現》上映40周年，并为即将上映的《STAR WARS：最后的绝地武士》。这也是哈里森·福特第一次参加的星战庆典。4月13日，他在开幕式上与其他明星们一起现身，庆祝《星際大戰》上映40周年，一同出席的还有凯瑟琳·甘迺迪（卢卡斯影业主席）和乔治·卢卡斯、约翰·威廉斯，后者指挥奥兰多爱乐乐团演奏了星战的部分配乐。 4月14日星期五，马克·漢米尔特别主持了一场致敬嘉莉·费雪的仪式。 同一天《STAR WARS：最后的绝地武士》也播出了一支先行预告片。 4月15日星期六，《星際大戰：反抗軍起義》宣布第四季将会是这个系列的最后一季。 这次庆典再次通过www.starwars.com 和《星際大战》的YouTube频道进行了在线免费现场直播。

### 芝加哥庆典（2019）
本屆是歷年第十三屆慶典。於2019年4月11日至15日在伊利諾州芝加哥的McCormick Place舉行。由大衛·W·柯林斯、沃里克·戴維斯和艾米·拉特克利夫主持。這屆也是迄今為止最長的星際大戰慶典，比第四屆慶典還要長，共計五天。

### 安那翰慶典（2022）
在2019年4月15日，盧卡斯影業宣布了2020年的慶典，原定於2020年再次在加利福尼亞州安那翰舉行，但由於COVID-19疫情大流行，2020年慶典被取消並重新安排於2022年8月舉行，地點不變。然而，2020年的藝術展仍然透過網路形式進行。2021年5月12日，StarWars.com宣布，慶典將從原定的八月提前，於2022年5月26日至5月29日舉行。

### 歐洲慶典（2023）
在2022年5月29日，盧卡斯影業宣布了2023年的慶典，於2023年4月7日至4月10日在英國倫敦舉行。

### 日本慶典（2025）
在2023年2月21日，StarWars.com透露下屆慶典於2025年舉行，爾後正式宣布舉辦地點為睽違17年再次舉辦的日本，場館同樣為千葉縣幕張展覽館，時間為2025年4月18日至4月20日。